# Kroeskarper
Kroeskarper (Carassius carassius) is een vis die van oorsprong voorkomt in de wateren van de Benelux.

## Beschrijving
De kroeskarper wordt maximaal 64 cm lang en weegt dan 3 kg, maar in kleine wateren blijven kroeskarpers meestal onder de 20 cm (gemiddeld 9 cm bij een gewicht van 20 gram).
De kroeskarper is een hoogruggige zijdelings afgeplatte vis met afgeronde vinnen. De kroeskarper lijkt op de giebel. Hij heeft echter een bolle rugvin en 33 tot 36 schubben langs de zijlijn en een goudbronzen kleur. De lichaamsvorm van een kroeskarper is schijfvormig, die van de giebel meer spoelvormig. De kop met bovenstandige bek is opvallend afgerond in vergelijking die van de giebel.
Kruisingen van karper en kroeskarper komen voor en kunnen voor verwarring zorgen. Deze hybriden hebben echter baarddraden. Jonge kroeskarpertjes zijn met zekerheid van karper en giebel te onderscheiden aan de zwarte vlek bij de basis van de staartvin (oogvlek).

## Ecologie

### Voortplanting
De paaitijd is van mei tot juni. De kroeskarper is na 2 jaar geslachtsrijp en kan rond de 10 jaar oud worden.

### Voedsel
De kroeskarper eet voornamelijk kleine waterdiertjes, zoals insectenlarven, kreeftachtigen, slakken en erwtenmossels, aangevuld met plantendelen.

### Biotoop

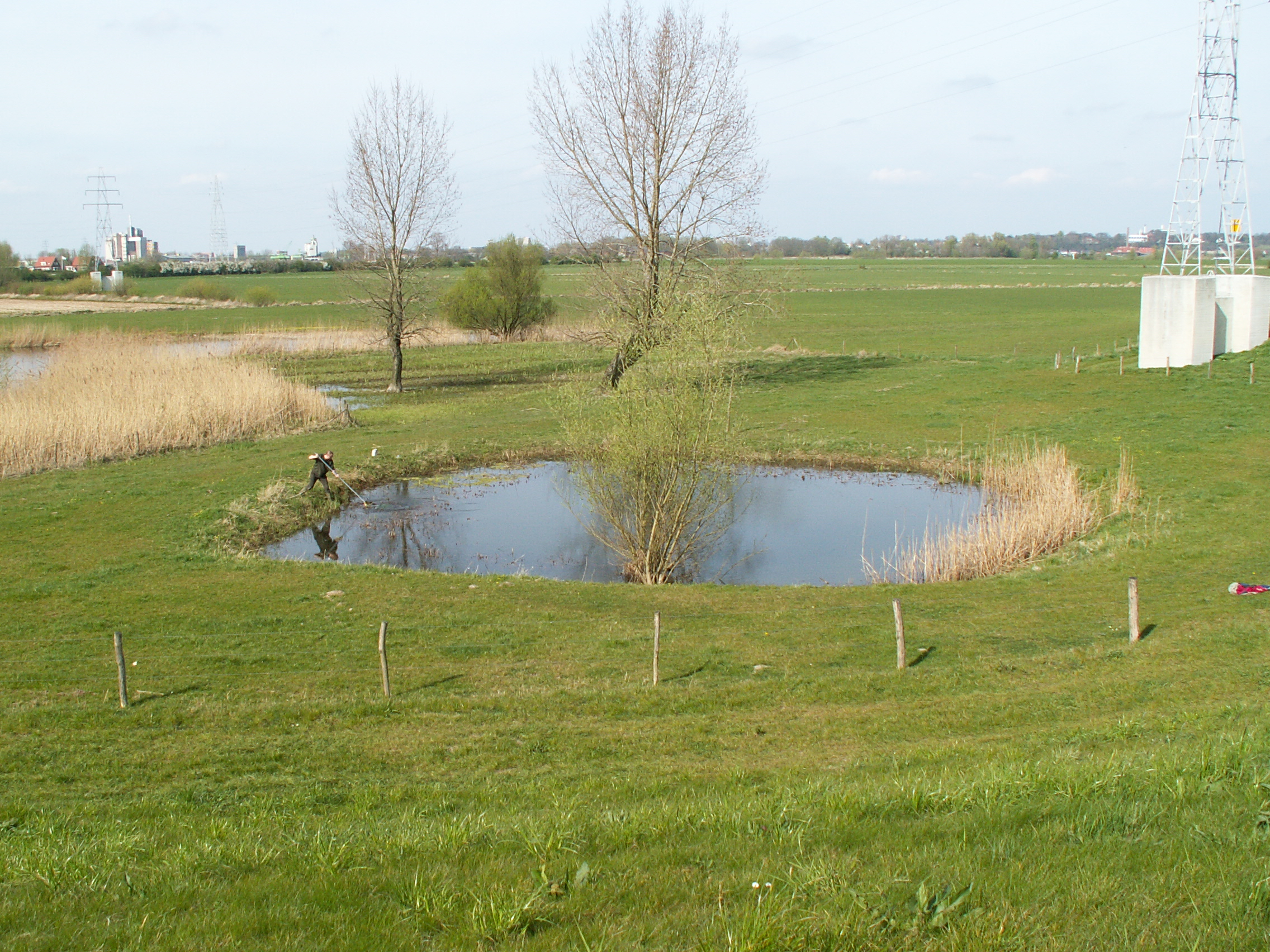
Habitat van de kroeskarper

Oorspronkelijk hoort de kroeskarper thuis in poelen in overstromingsvlakten bij rivieren.
Tijdens de hoogwaterperiode kan een poel worden gekoloniseerd. Deze poelen hebben een rijke onderwatervegetatie, waardoor vaak zuurstofloze omstandigheden optreden, omdat de uitbundige vegetatie de zuurstof 's nachts verbruikt. De kroeskarper heeft een heel hoge tolerantie voor zuurstofloze omstandigheden. Ook de grote modderkruiper overleeft in dergelijke poelen door het gebruik van darmademhaling. Vissen als de brasem kunnen deze omstandigheden niet overleven, zodat na verloop van tijd alleen kroeskarper, grote modderkruiper en zeelt overblijven.
In het begin van de twintigste eeuw was de kroeskarper talrijk in stilstaande wateren overal in Nederland. Er zijn geen aanwijzingen dat de kroeskarper in de jaren zestig snel achteruit ging. Uit berekeningen op de gegevens voor de verspreidingsatlas blijkt echter een geleidelijke afname van de vangfrequentie tussen 1971 en 1989. Monitoring van de visstand in de grote rivieren tussen 1987 en 1996 gaf geen duidelijke trend weer, mogelijk daalt het aantal.
In Nederland is de kroeskarper ook nog betrekkelijk algemeen in het Utrechtse, Noord- en Zuid-Hollandse veenweidegebied. Het grootschalig opruimen van waterplanten is funest voor een kroeskarperpopulatie. Het ligt voor de hand dat het gemechaniseerde schonen van de sloten de hoofdoorzaak is van de achteruitgang van de kroeskarper in sommige poldergebieden.

### Morfologie
Een andere bijzonder eigenschap van de kroeskarper is dat ze hun lichaamsvorm aanpassen aan de aanwezigheid van predatoren. Op plekken waar geen predatoren als snoek voorkomen blijft het lichaam laag zoals bij een goudvis. Als er ook snoeken aanwezig zijn dan krijgt het lichaam een schijfvorm, die door de ronde kop en de afgeronde vinnen nog versterkt wordt.

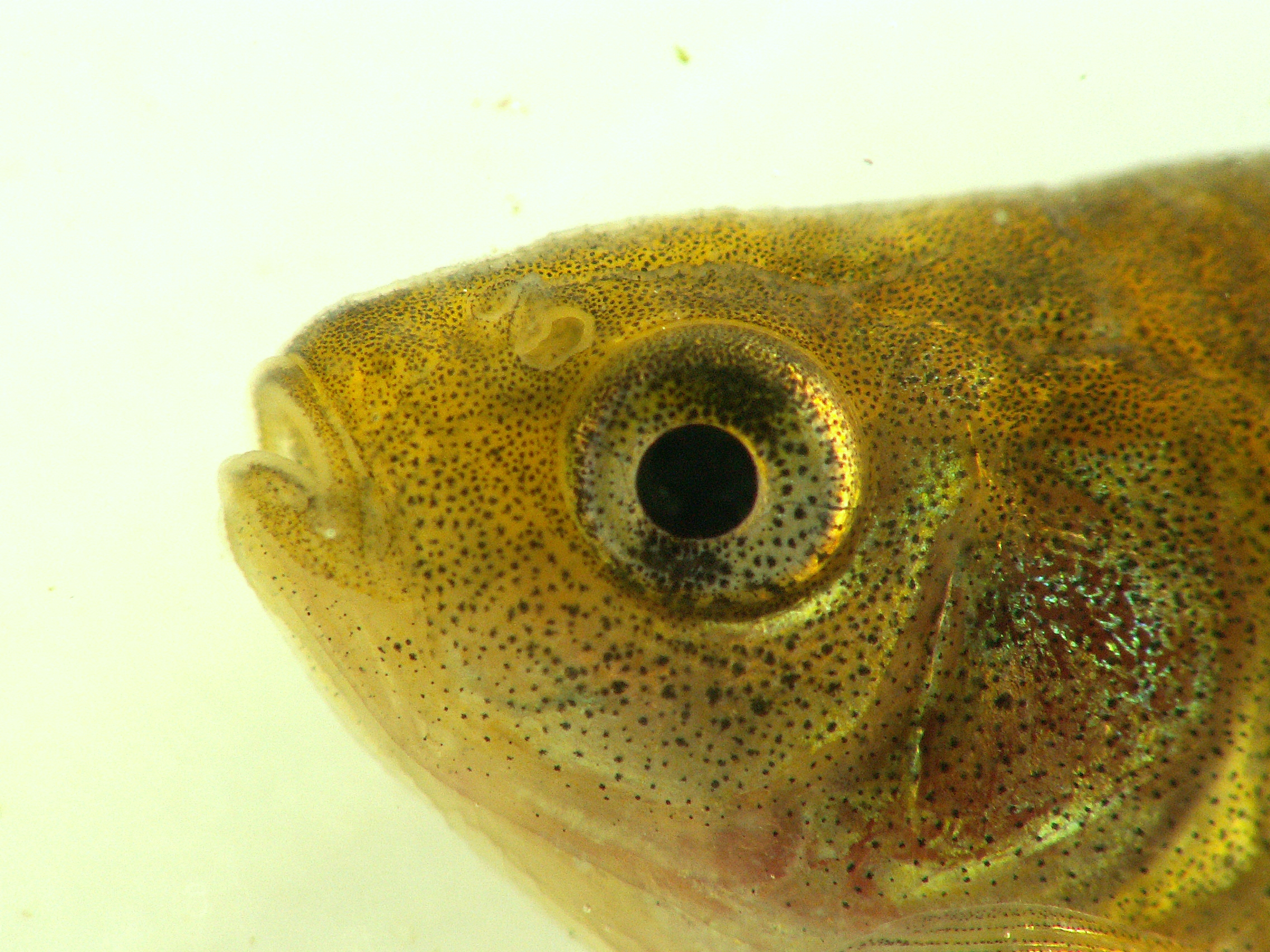
Kop van juveniel

## Knelpunten
De kroeskarper leeft in wateren met veel onderwaterplanten. Deze zijn waarschijnlijk belangrijk als paaigebied en opgroeigebied voor jonge vis. Vermesting van het water, waardoor waterplanten verdwenen, is mogelijk een oorzaak van de vermindering in aantallen in de jaren zeventig. De vis is ook extra gevoelig voor verontreiniging met PCB’s en verzuring van het water.
In het Donaugebied en verder in Oost-Europa wordt verdringing door de giebel genoemd als oorzaak van de achteruitgang. In Nederland is dit nog niet aan de orde omdat er alleen in het Westland sprake is van giebelpopulaties in hoge dichtheden. Op andere plaatsen worden giebels slechts incidenteel gevangen, bijvoorbeeld in Utrecht waar kroeskarpers meer dan 10 keer meer gevangen werden dan giebels. Giebels hebben ook meer een voorkeur voor wateren met een zanderige of kleiige bodem, terwijl kroeskarpers altijd gevangen worden in wateren met een diepe sliblaag, waarin ze zich bij onraad ook ingraven.
Overigens is er nog weinig bekend over de ecologie van de kroeskarper in Nederlandse wateren.

## Maatregelen en wettelijke regels
- Onderzoek naar de relatie met giebelpopulaties.
- Een meer ecologisch beheer van uiterwaardplassen en de aanleg van nevengeulen met ooibossen. Wat meer reliëf in de uiterwaarden waardoor periodiek opdrogende, plantenrijke poelen kunnen ontstaan.
- Meer ecologisch beheer van oevers in poldergebieden zodat oever- en waterplanten meer kansen krijgen. Met name het massale baggeren van polders in het najaar waarbij alle begroeiing in de wijde omtrek in één keer wordt verwijderd is desastreus voor veel vissoorten.
- Misschien heeft deze vis baat bij meer migratiemogelijkheden tussen relatief klein (sloten) en groot water (brede vaarten en plassen) in poldergebieden.

De kroeskarper wordt genoemd in de Visserijwet, er geldt geen minimummaat en geen gesloten tijd. Verder staat de vissoort als kwetsbaar op de rode lijst en als veilig op de rode lijst van IUCN.